# Alain de Botton

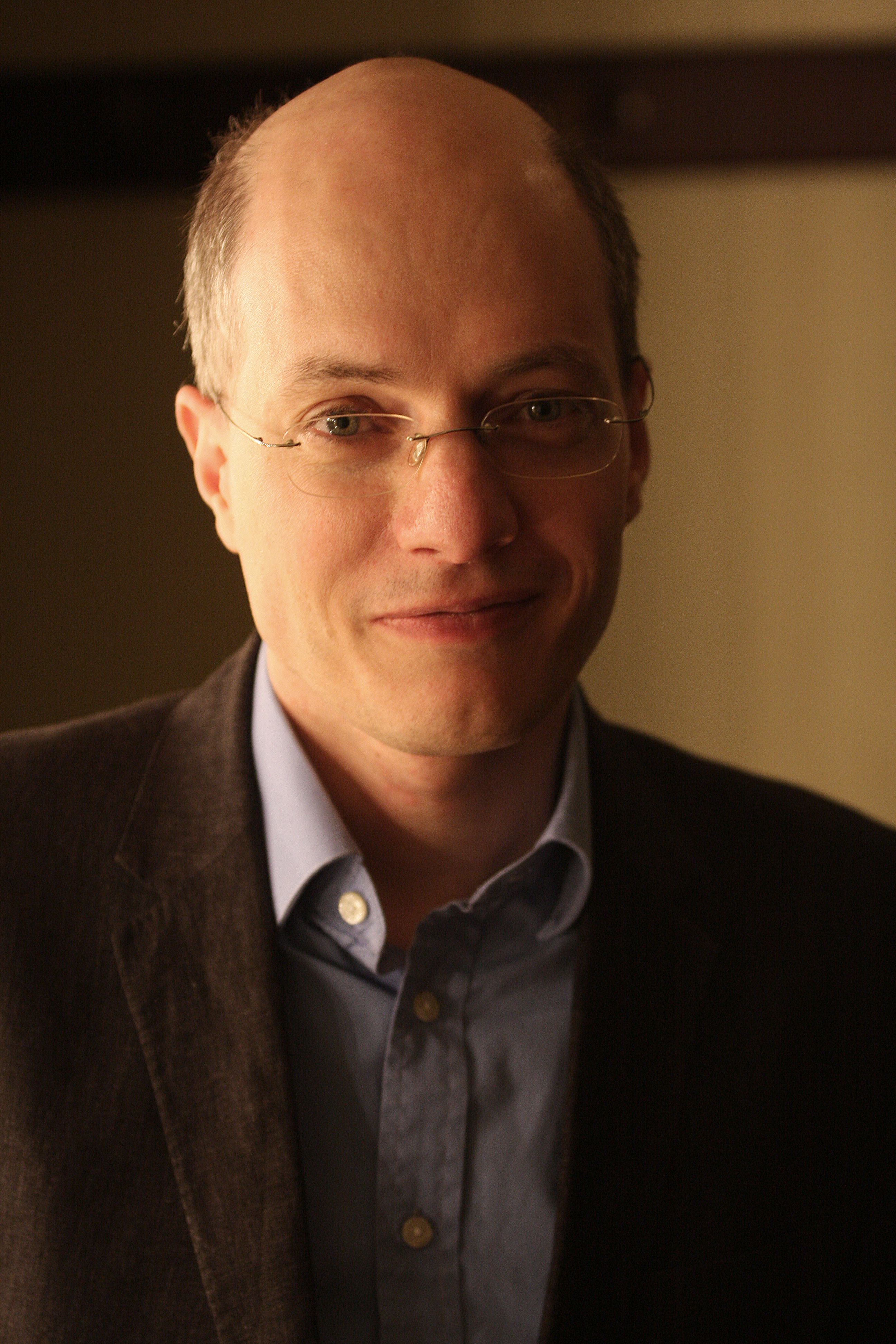
Alain de Botton (2011)

Alain de Botton (* 20. Dezember 1969 in Zürich, Schweiz) ist ein britisch-schweizerischer Schriftsteller und Fernsehproduzent.

## Biographie
Alain de Botton ist der Sohn des Bankiers Gilbert de Botton (1935–2000) und dessen erster Ehefrau Jacqueline Burgauer. Der Ehe entstammt auch eine Tochter.
De Botton verbrachte die ersten zwölf Jahre seines Lebens in der Schweiz, wo sein Vater für die Rothschild Bank arbeitete. Er studierte von 1988 bis 1990 Geschichtswissenschaft und Philosophie am Gonville and Caius College der University of Cambridge und schloss sein Studium 1992 am King’s College London mit einem Master in Philosophie ab.
De Botton ist Besitzer der Produktionsfirma Seneca Productions, die Dokumentationen produziert, welche hauptsächlich auf seinen eigenen Texten basieren.
Zurzeit lebt de Botton mit seiner Ehefrau, die er 2003 heiratete, und seinen beiden 2004 und 2006 geborenen Söhnen in London.

## Werk
In seinen Essays und Romanen – in englischer Sprache verfasst – versucht Alain de Botton, philosophisches Gedankengut für den Leser auf Probleme der Gegenwart zu übertragen und dadurch verständlich und aktuell zu machen. In jüngeren Werken beschäftigt er sich immer wieder mit gesellschaftspolitischen Fragen, etwa der Bedeutung von Status und Statusangst in Gesellschaften, dem Stellenwert von Architektur für die in ihr lebenden Menschen, dem Sinn der Arbeit oder dem, was Kunstwerke uns über uns selbst und die Welt sagen können.
Botton schreibt regelmäßig für englische Zeitungen und unternimmt Lesereisen.
2008 gründete de Botton mit Kollegen die School of Life, eine Organisation, die Menschen dabei helfen soll, Ruhe, Selbstverständnis, Belastbarkeit und Verbundenheit zu finden.

## Auszeichnungen
Seit 2011 ist er Fellow der Royal Society of Literature.
- Prix européen de l’essai Charles Veillon (2003) für L’Art du voyage, Mercure de France, Paris 2003.

## Werke (auf Deutsch)
- Versuch über die Liebe. Roman. S. Fischer, Frankfurt am Main 1994, ISBN 3-10-046310-2.
- Romantische Bewegung. Sex, Shopping, Liebesroman. S. Fischer, Frankfurt am Main 1996, ISBN 3-10-046311-0.
- Isabel und ihr Biograph. Roman. S. Fischer, Frankfurt am Main 1997, ISBN 978-3-10-046314-2.
- Wie Proust Ihr Leben verändern kann. S. Fischer, Frankfurt am Main 1998, ISBN 3-10-046315-3.
- Trost der Philosophie. Eine Gebrauchsanweisung. S. Fischer, Frankfurt am Main 2001
- Kunst des Reisens. Aus dem Englischen von Silvia Morawetz. S. Fischer, Frankfurt am Main 2002, ISBN 3-10-046318-8.
- Status Angst. Aus dem Englischen von Chris Hirte. S. Fischer, Frankfurt am Main 2004, ISBN 3-10-046320-X.
- Glück und Architektur. Von der Kunst, daheim zu Hause zu sein. S. Fischer, Frankfurt am Main 2008
- Airport. Eine Woche in Heathrow. S. Fischer, Frankfurt am Main 2010
- Wie man richtig an Sex denkt. Kleine Philosophie der Lebenskunst. Kailash, München 2012, ISBN 978-3-424-63064-0.
- Freuden und Mühen der Arbeit. S. Fischer, Frankfurt am Main 2012, ISBN 978-3-10-046322-7.
- Religion für Atheisten. Vom Nutzen der Religion für das Leben. S. Fischer, Frankfurt am Main 2013, ISBN 978-3-10-046327-2.
- Die Nachrichten. Eine Gebrauchsanweisung. S. Fischer, Frankfurt am Main 2015, ISBN 978-3-596-03246-4.
- Der Lauf der Liebe. Roman. S. Fischer, Frankfurt am Main 2016, ISBN 978-3-10-002443-5.
- Gelassenheit. Zeit für ein gutes Leben. Süddeutsche Zeitung (Verlag), München 2018, ISBN 978-3-86497-444-1.
- Mit John Armstrong: Wie Kunst Ihr Leben verändern kann. Suhrkamp, Berlin 2017, ISBN 978-3-518-46801-2.

Drehbücher
- How Proust Can Change Your Life (2000), Regie: Peter Bevan